# Heraldisk Tidsskrift
Heraldisk Tidsskrift är en nordisk tidskrift inom heraldik och närbesläktade områden, som utges av Societas Heraldica Scandinavica. Tidskriftens första nummer utkom 1960 och den har sedan dess utkommit med två nummer årligen. Tidskriften mottar bidrag på danska, norska och svenska.